# Betting

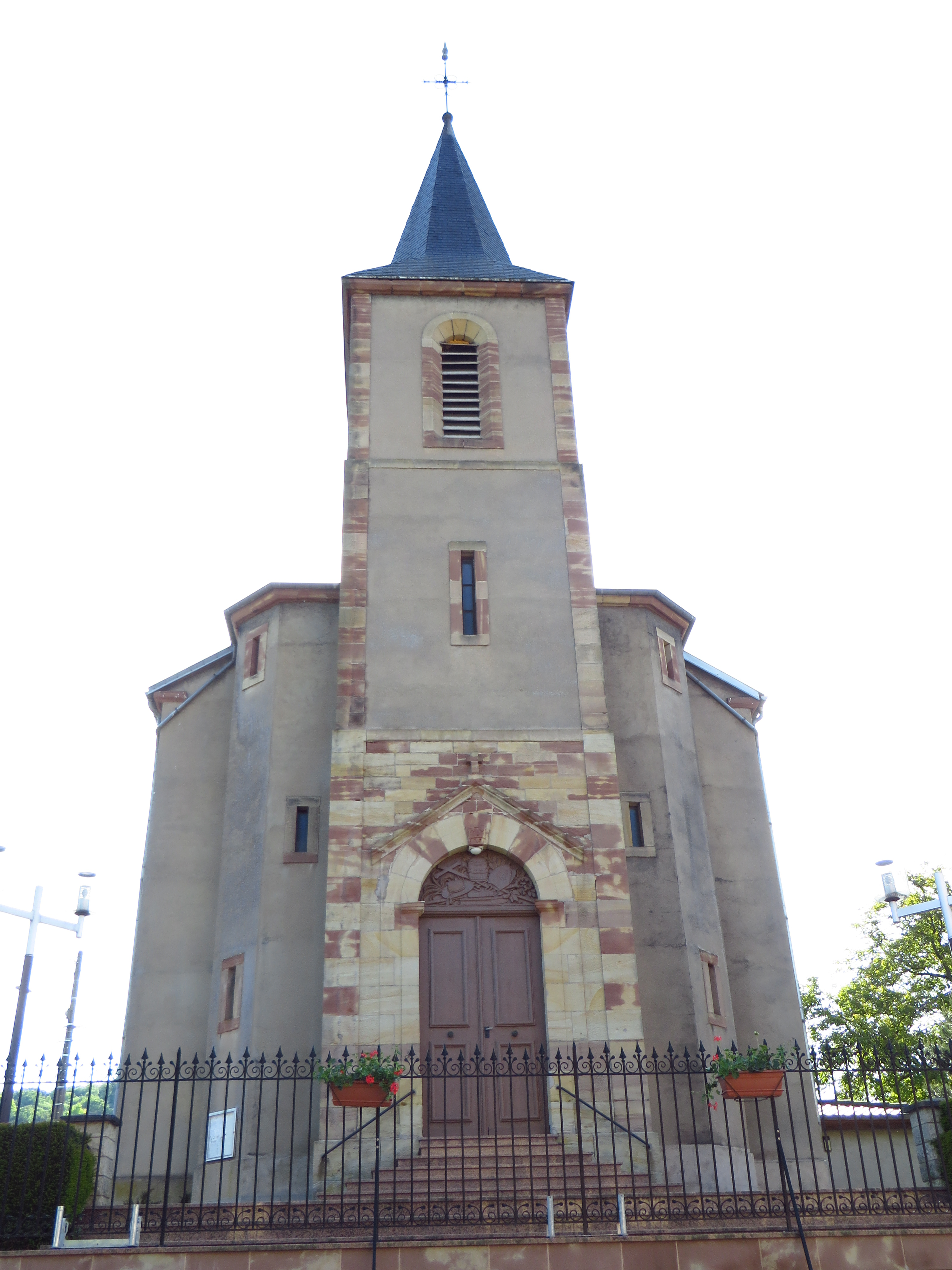
Katholische Pfarrkirche St. Bartholomäus

Betting (bis 2005 Betting-lès-Saint-Avold, deutsch Bettingen) ist eine französische Gemeinde mit 860 Einwohnern (Stand 1. Januar 2022) im Département Moselle in der Region Grand Est (bis 2016 Lothringen). Sie gehört zum Arrondissement Forbach-Boulay-Moselle und zum Gemeindeverband Freyming-Merlebach.

## Geographie
Die Gemeinde Betting liegt in Lothringen am Südostrand des Warndt, 47 Kilometer östlich von Metz, zehn Kilometer südwestlich von Forbach und neun Kilometer nordöstlich von Saint-Avold (Sankt Avold), zwischen den Städten Saint-Avold und Forbach, etwa vier Kilometer südlich der Grenze zum Saarland.
Der Dorfkern Bettings erstreckt sich im Tal des Dotelbaches, der in die Rossel mündet. Der dörfliche Charakter von Betting unterscheidet sich stark vom breiten Rosseltal im Norden der Gemeinde, das von Verkehrs- und Gewerbeflächen geprägt ist.
Nachbargemeinden von Betting sind Freyming-Merlebach im Norden, Cocheren (Kochern) im Nordosten, Béning-lès-Saint-Avold (Beningen (bei Sankt Avold)) im Osten, Seingbouse (Sengbusch) im Südosten, Guenviller (Genweiler) im Südwesten sowie Hombourg-Haut (Oberhomburg) im Westen.

## Geschichte
Ältere Ortsbezeichnungen sind Bettinga (1278), Betting by Homburg (15. Jh.), Bettinghen (1455) und Bettingen (1606).  Die Ortschaft gehörte früher zum Bistum Metz. 1552 wurde dieses Fürstbistum zusammen mit den beiden Fürstbistümern Toul und Verdun, den Trois-Évêchés in der Kirchenprovinz Trier, unter König Heinrich II. durch Frankreich besetzt und annektiert, das sich den Besitz ein Jahrhundert später im Westfälischen Frieden 1648 bestätigen lassen konnte.
Durch den Frankfurter Frieden vom 10. Mai 1871 kam die Region an das deutsche Reichsland Elsaß-Lothringen und das Dorf wurde dem Kreis Forbach im Bezirk Lothringen zugeordnet.
Nach dem Ersten Weltkrieg kam die Region aufgrund der Bestimmungen des Versailler Vertrags 1919 an Frankreich zurück. Im Zweiten Weltkrieg war der Ort zusammen mit dem Département Moselle von der deutschen Wehrmacht besetzt und stand unter deutscher Verwaltung. Im Jahr 1944 wurde die Ortschaft von westalliierten Streitkräften eingenommen.
Der Gemeindename Betting-lès-Saint-Avold, der zur Unterscheidung vom kleinen Weiler Betting in der nordwestlich gelegenen Gemeinde Waldwisse diente und noch in vielen Kartenwerken zu finden ist, wurde am 12. September 2005 per Dekret zu Betting ohne den Namenszusatz, veröffentlicht im Journal officiel de la République française.

### Demographie
Im Jahr 1910 hatte Bettingen 343 meist römisch-katholische Einwohner.
| Jahr                       | 1962 | 1968 | 1975 | 1982 | 1990 | 1999 | 2006 | 2012 | 2021 |
| -------------------------- | ---- | ---- | ---- | ---- | ---- | ---- | ---- | ---- | ---- |
| Einwohner                  | 687  | 729  | 791  | 758  | 808  | 902  | 890  | 847  | 861  |
| Quellen: Cassini und INSEE |      |      |      |      |      |      |      |      |      |

## Sehenswürdigkeiten

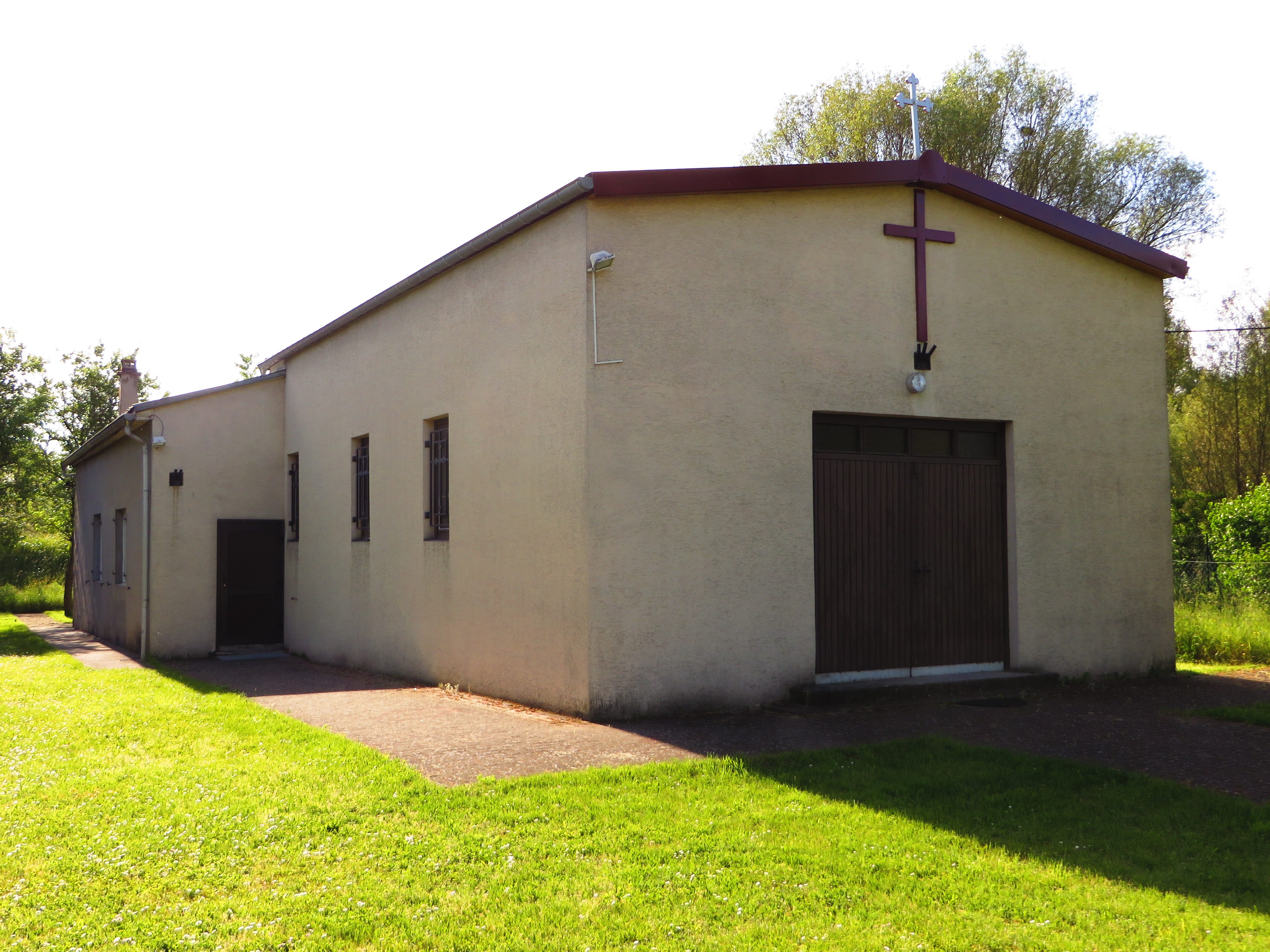
Orthodoxe Kapelle St. Prince-Lazare

- Pfarrkirche St. Bartholomäus (Église Paroissiale Saint-Barthélemy) mit Bausubstanz aus dem 13. Jahrhundert,[1] rekonstruiert 1875
- Orthodoxe Kapelle St. Prince-Lazare
- Wegekreuz, 1848 errichtet[3]
- Calvaire, 1826 errichtet[3]

## Wirtschaft und Infrastruktur
Betting ist heute eine Wohngemeinde für Beschäftigte umliegender Gewerbegebiete. In der Gemeinde sind noch fünf Landwirtschaftsbetriebe ansässig (hauptsächlich Milchwirtschaft). Im Gewerbegebiet Zone de Betting-Les-Saint-Avold im Norden des Gemeindegebietes haben sich zahlreiche Unternehmen aus dem Handels- und Transportbereich niedergelassen, unter anderem ein E.Leclerc-Supermarkt. Das Gewerbegebiet liegt an einem der wichtigsten Verkehrsknoten im Nordosten Frankreichs. Hier zweigt von der A 4 (Paris-Metz-Straßburg) die A 320 nach Saarbrücken ab.